# Verdet de les Filipines
El verdet de les Filipines (Chloropsis flavipennis) és un ocell de la família dels cloropseids (Chloropseidae).

## Hàbitat i distribució
Habita boscos de les terres baixes del centre i sud de les Filipines, a Leyte, Cebu i Mindanao 